# Nacktbasidienartige
Die Nacktbasidienartigen (Exobasidiales) sind eine Gruppe der Brandpilze (Ustilaginomycotina) und wie alle Brandpilze Pflanzenparasiten.

## Merkmale und Lebensweise
Die Ordnung ist durch einen komplexen Interaktionsapparat gekennzeichnet, der über Röhren den Kontakt zu den Wirtszellen herstellt. Die Vertreter bilden Holobasidien und sind dimorphisch, bilden also abwechselnd saprobiontisch lebende Hefestadien und parasitisch lebende Myzele. Sie bilden keine Teliosporen und keine Ballistokonidien.
Die Wirte sind Monokotyle und Dikotyle, die europäischen Vertreter befallen vorwiegend Ericaceae. Sie bilden keine echten Fruchtkörper, die Sporen entstehen vorwiegend auf den Blättern des Wirtes. Sie lösen im Wirt die Bildung von gallenartigen Wucherungen des Mesophylls aus. Das Myzel wächst inner- und/oder außerhalb der Wirtszellen.
Die Pilzhyphen dringen mit Haustorien in die Wirtszellen ein. Bei Graphiola sind die Haustorien am Eintrittspunkt eingeschnürt, tragen eine Schnalle und verzweigen sich in mehrere Lappen. Bei den meisten Arten sind die Haustorien schnallenlos und nicht eingeschnürt, bei Exobasidium reichen sie kaum in die Wirtszelle hinein, während sie bei den anderen Gattungen weit hineinreichen.
Die Hyphen dringen durch die Spaltöffnungen nach außen und bilden hier unseptierte Basidien (Holobasidien). Die Sterigmen sind stumpf und stark spreizend, die Basidiosporen sind aufeinander zu gekrümmt. Die Basidiosporen fallen passiv ab. Die Keimung erfolgt mit Quersepten mittels Bildung von Konidien. In Kultur bilden die Sporen bei der Keimung hefeartige Zellhaufen.

## Interaktionsapparat
Der Interaktionsapparat entsteht, indem sich zunächst kleine, primäre Vesikel an der Kontaktfläche zur Wirtszelle ansammeln. Sie verschmelzen zu größeren sekundären Vesikeln, die schließlich durch lange Röhren untereinander verbunden werden. Das so entstehende, zusammenhängende Zisternen-Netz ist mit elektronendichtem Material ausgefüllt. Das Netz ist stark verzweigt und besitzt etliche knotige Verdickungen.
Die Zell-Zell-Interaktion beginnt mit einem kreisförmigen Eindringen von elektronendichtem Material in die Pilz-Zellwand in Richtung Wirts-Plasmalemma. Ein elektronendichter Ring, genannt Interaktionsring, gelangt in Kontakt mit dem Plasmalemma des Wirts. Es folgt ein zweiter Schub von elektronendichtem Material in der Zone des Rings. Das Zisternen-Netz fusioniert mit dem Plasmalemma des Pilzes und entleert zumindest teilweise seinen Inhalt. Das Ergebnis ist eine etwa kugelige Anlagerung von Material am Wirts-Plasmalemma. Dieses Material wird anschließend von Wirtsmaterial eingehüllt. Bei einigen Arten folgt ein dritter Transfer von Pilzmaterial zum Wirt hin. Die funktionelle Bedeutung dieser Abläufe ist noch nicht geklärt.
Bei den Arten mit Haustorien befinden sich auf jedem Haustorium mehrere Interaktionsapparate, von denen aber wahrscheinlich immer nur einer aktiv ist.

## Systematik
Die Nacktbasidienartigen gehören zu den Exobasidiomycetes. Die nächsten Verwandten sind die Doassansiales, mit denen die Nacktbasidienartigen den komplexen Interaktionsapparat teilen. Die Monophylie der Nacktbasidienartigen wurde in mehreren Studien belegt. Die Ordnung wird von Begerow et al. (2006) wie folgt untergliedert:

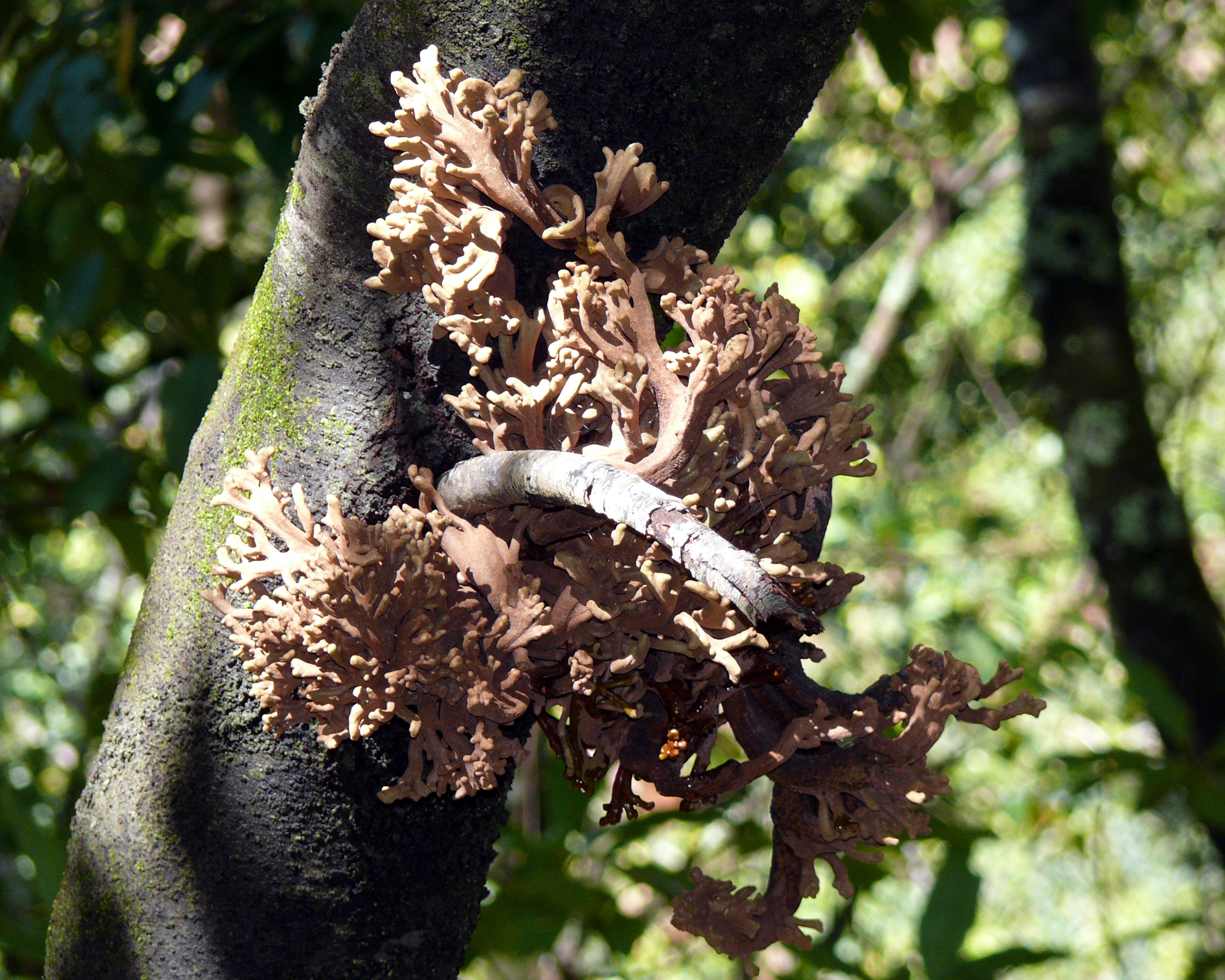
Laurobasidium lauri am Stamm eines Azoren-Lorbeer (L. azorica) auf Madeira.

- Exobasidiaceae
  - Arcticomyces
  - Exobasidium
  - Laurobasidium
  - Muribasidiospora
- Cryptobasidiaceae
  - Acaromyces (Anamorphe)
  - Botryoconis
  - Clinoconidium
  - Coniodictyum
  - Drepanoconis
  - Laurobasidium
  - Phacellula
- Brachybasidiaceae
  - Brachybasidium
  - Dicellomyces 
  - Exobasidiellum
  - Kordyana
  - Meira  (Anamorphe)
  - Proliferobasidium
- Graphiolaceae
  - Graphiola
  - Stylina

## Belege
- Robert Bauer, Franz Oberwinkler, Kálmán Vánky: Ultrastructural markers and systematics in smut fungi and allied taxa. Canadian Journal of Botany, Band 75, 1997, S. 1273–1314.
- Dominik Begerow, Matthias Stoll, Robert Bauer: A phylogenetic hypothesis of Ustilaginomycotina based on multiple gene analyses and morphological data. Mycologia, Band 98, 2006, S. 906–916. doi:10.3852/mycologia.98.6.906
- A. Bresinsky, Ch. Körner, J. W. Kadereit, G. Neuhaus, U. Sonnewald: Strasburger – Lehrbuch der Botanik. 36. Auflage, Spektrum Akademischer Verlag, Heidelberg 2008, S. 673. ISBN 978-3-8274-1455-7